# Francesc Brunet i Llobet
Francesc Brunet i Llobet (Sabadell, 28 de enero de 1956 - 25 de julio de 2004), fue un poeta y también, actor y pintor español.

## Biografía
Francesc Brunet i Llobet nació el 28 de enero de 1956 y murió el 25 de julio de 2004 en la ciudad de Sabadell, Poeta, pintor y actor, era hijo de familia numerosa. Se formó en el colegio de los hermanos Maristes de Sabadell y realizó estudios universitarios de Derecho y de Filología Catalana en la Universitat Autònoma de Barcelona. Trabajó en el Banco de Sabadell. 

“Su espíritu radicalmente heterodoxo hacía de él un personaje de imposible clasificación que, con los años, tal vez había decidido liberar del todo” 

Integrante del grupo Art’s, participó en recitales de poesía, tertulias, escenificaciones poéticas, poesía en la calle y también en exposiciones de poesía visual como por ejemplo “25+25 i no fan 50” (2002), en la Alliance Française de Sabadell. Sus poemas visuales se encuentran recogidos en el libro "Visualizacions poètiques”  
Galardonado en varios certámenes de Sabadell, San Cugat del Vallés y Balaguer. Publicó en recopilaciones y revistas como Laberint, Cop d’Ull, Iris, aDONA’t, o la Maga, suplemento de la revista Universidades, editada en Méjico por la Unión de Universidades de América Latina (UDUAL). La prestigiosa revista Papers de Versàlia, lo había incluido en su antología de poetas sabadellencs editada en junio de 2004. que se presentó en el Marquet de les Roques y en la Casa Taulé de Sabadell. Fue cofundador y coeditor en el 2002, de la revista literaria interactiva Alfabet. Como colaborador de Radio Sabadell realizó el espacio semanal “Visiones de Poesía” y, también impulsó las tardes de letras en el Ámbito Cultural de El Corte Inglés. 
Como actor amateur participó en diferentes grupos de teatro y trabajó como figurante en multitud de films y cortos de interés.

“En su aparente quietud, en el secreto de los colores que guardaba, Francesc Brunet era el Poeta, de la manera como son los auténticos artistas, que hacen filigranas de su propia vida “ 

## Obra publicada
Francesc Brunet es autor de:
- 2004 Visualitzacions poètiques[6]
- 2005 Trasmudar[7]
- 2005 Telma[8]
- 2007 Eventuals sinònims[9]
- 2015 Poemari[10]

## Homenajes
El 3 de septiembre del 2005, en el marco del programa de la Fiesta Mayor de Sabadell, se le hizo un homenaje póstumo, junto con la presentación de la edición de su poemario Trasmudar, en la casa Taulé de La Alliance Française de Sabadell.
El 22 de marzo del 2015 se celebró la XXVI Fiesta de Homenaje a los poetas (que realiza la Asociación de Amigos de Santiga) y estuvo dedicado a Francesc Brunet-Llobet. Este homenaje finalizó con el descubrimiento de la placa recordatorio Ombres d’un vol infinit (Sombras de un vuelo infinito), realizada en el taller de cerámica del Monasterio de Sant Benet de Montserrat por la hermana Regina Goberna y que està col·locada en la pared de los Sentimientos que rodea la Iglesia de Santa María de Santiga, (Santa Perpètua de Mogoda)